# Unstrut-Hainich
Unstrut-Hainich é um município da Alemanha, situado no distrito de Unstrut-Hainich, no estado da Turíngia. Tem 94,34 km² de área, e sua população em 2019 foi estimada em 5.181 habitantes. Foi formado em 1 de janeiro de 2019, após a fusão dos antigos municípios de   Altengottern, Flarchheim, Großengottern, Heroldishausen, Mülverstedt e Weberstedt.